# Chrysochroa ocellata
A Chrysochroa ocellata a rovarok (Insecta) osztályának bogarak (Coleoptera) rendjébe, ezen belül a mindenevő bogarak (Polyphaga) alrendjébe és a díszbogárfélék (Buprestidae) családjába tartozó faj.

## Előfordulása
A Chrysochroa ocellata előfordulási területe India.

## Alfajai
- Chrysochroa ocellata fulgens (DeGeer, 1778)
- Chrysochroa ocellata ocellata (Fabricius, 1775)

## Képek

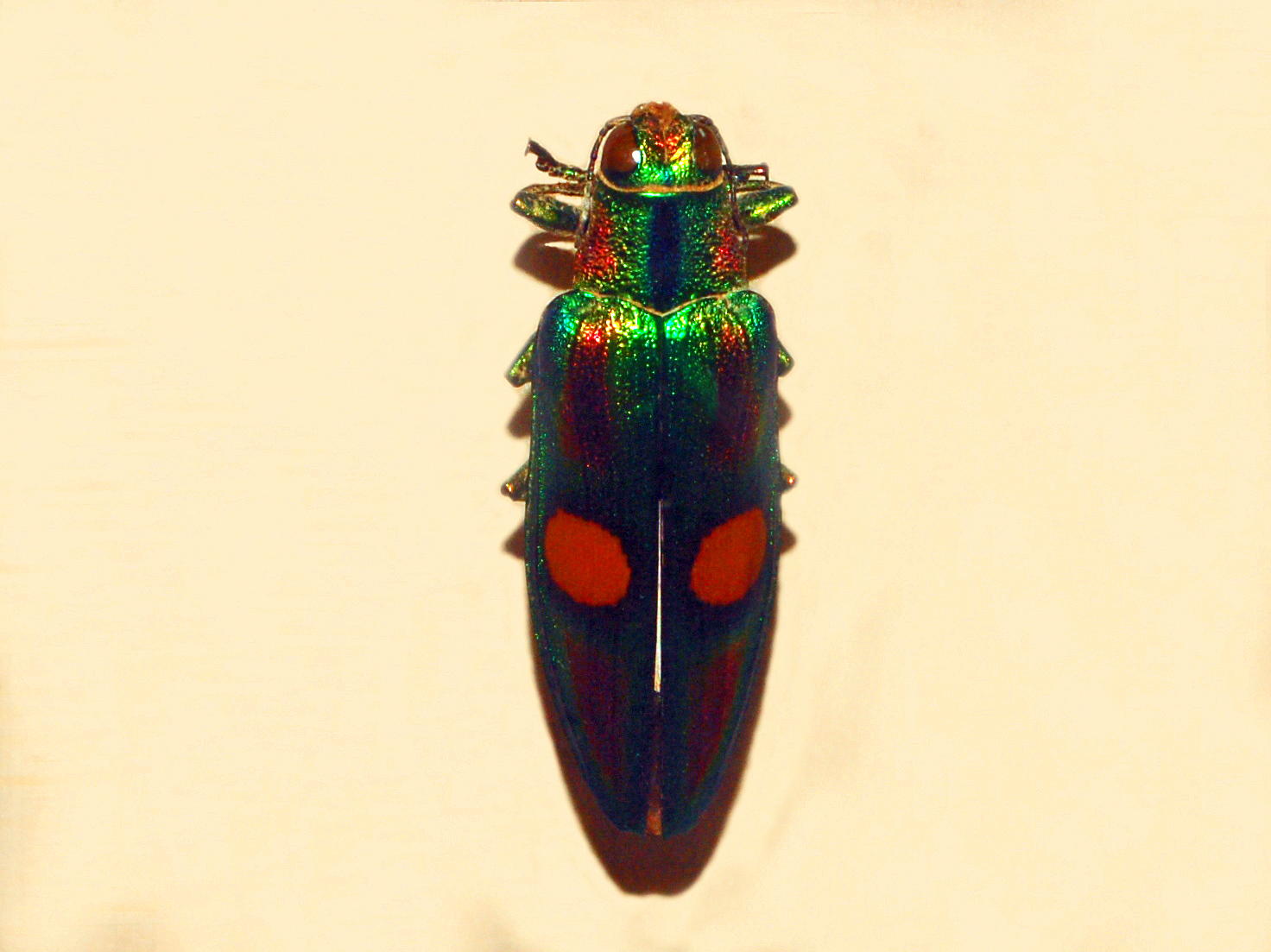
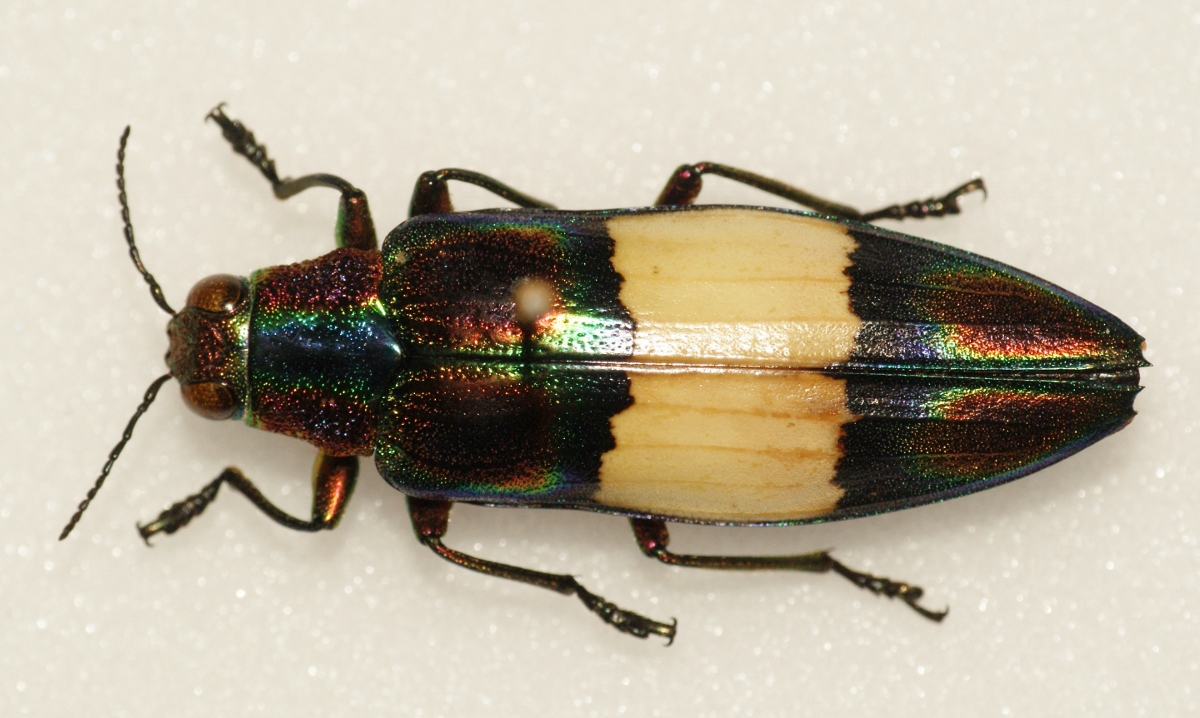
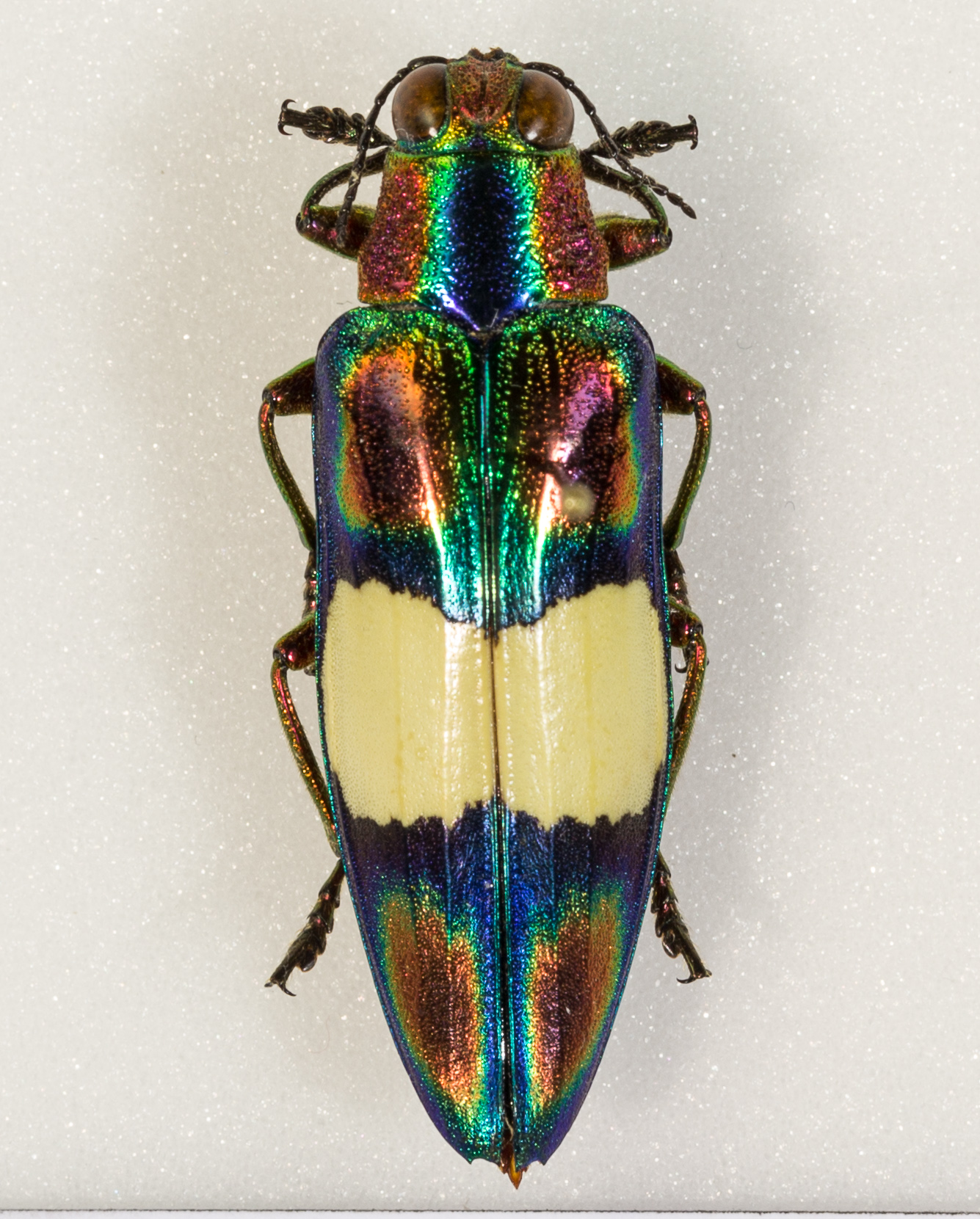

## Megjelenése
Ez a bogárfaj elérheti a 20 milliméteres hosszt is. Az előtora és a szárnyfedői fémesen zöld színűek. A szárnyfedőn hosszanti irányban egy élénkvörös sáv húzódik, melyet egy széles, kerek sárgás-narancssárga folt vág ketté. A lábai élénk zöldek.

## Fordítás
- Ez a szócikk részben vagy egészben  a   Chrysochroa ocellata című angol Wikipédia-szócikk ezen változatának fordításán alapul.  Az eredeti cikk szerkesztőit annak laptörténete sorolja fel. Ez a jelzés csupán a megfogalmazás eredetét és a szerzői jogokat jelzi, nem szolgál a cikkben szereplő információk forrásmegjelöléseként.